# كيفن ستاكوم
كيفن ستاكوم (بالإنجليزية: Kevin Stacom)‏ مواليد 4 سبتمبر 1951 في نيويورك، هو لاعب كرة سلة أمريكي معتزل. بدأ مسيرته الاحترافية في سنة 1974. تم اختياره من قبل فريق بوسطن سيلتكس خلال الدرافت. يبلغ طوله 6 قدم 3 بوصة (1.9 م). اعتزل اللعب في 1982. أحرز خلال مسيرته في الإن بي إيه 1781 نقطة بمعدل 5.1 نقاط في المباراة الواحدة.

## المسيرة الاحترافية
لعب مع بوسطن سيلتكس من سنة 1974 إلى 1978، ثم لعب مع إنديانا بايسرز في موسم 1978–1979، ثم لعب مع بوسطن سيلتكس في سنة 1979، ثم لعب مع ميلووكي باكز في موسم 1981–1982.

## روابط خارجية
- كيفن ستاكوم على موقع إن بي أي (الإنجليزية)
- كيفن ستاكوم على موقع سبورتس رفرنس (الإنجليزية)
- كيفن ستاكوم على موقع كلية كرة السلة في سبورتس رفرنس.كوم (الإنجليزية)
- كيفن ستاكوم على موقع ريلجم (الإنجليزية)
- كيفن ستاكوم على موقع بروبوليرز (الإنجليزية)